# Miotacz ognia M1A1

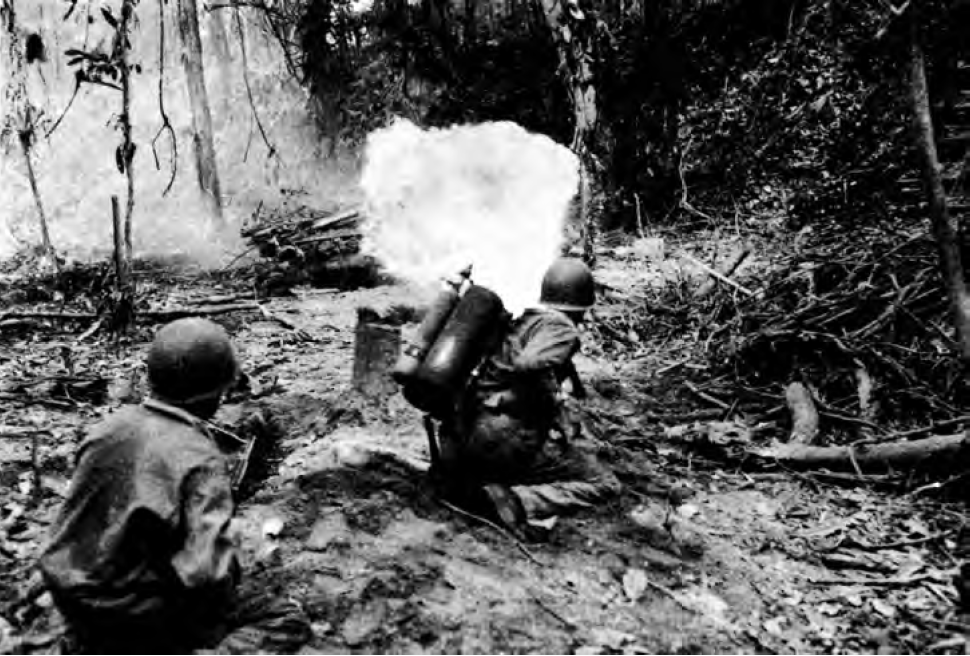
Miotacz ognia M1A1 ostrzeliwujący japoński bunkier Bougainville w marcu 1944 r.

M1A1 – amerykański plecakowy miotacz ognia z okresu II wojny światowej.
Broń opracowana w 1943 roku, była udoskonaloną wersją pod wieloma względami nieudanego miotacza M1, produkowanego od 1942 roku. Obsługiwany przez jednego żołnierza, miotacz M1A1 ważył 31 kg i mieścił 18,2 l mieszanki zapalającej, pozwalającej na 8 do 10 sekund strzału. Maksymalny zasięg strzału wynosił ok. 41–46 m.
Miotacze M1A1 były wykorzystywane przez żołnierzy US Army podczas walk na Pacyfiku, we Włoszech oraz w Normandii.